# Akihiro Hayashi
Akihiro Hayashi (林 彰洋 Hayashi Akihiro?, nacido el 7 de mayo de 1987 en Akita, Akita, y criado en Higashiyamato, Tokio) es un futbolista japonés que juega como guardameta en el Vegalta Sendai.

## Trayectoria

### Clubes
| Club                  | País       | Año       |
| --------------------- | ---------- | --------- |
| Plymouth Argyle F. C. | Inglaterra | 2009-2010 |
| Olympic Charleroi     | Bélgica    | 2010-2012 |
| Shimizu S-Pulse       | Japón      | 2012-2013 |
| Sagan Tosu            | Japón      | 2013-2016 |
| F. C. Tokyo           | Japón      | 2017-2022 |
| Vegalta Sendai        | Japón      | 2023-     |

## Palmarés

### Títulos nacionales
| Título         | Club        | País  | Año  |
| -------------- | ----------- | ----- | ---- |
| Copa J. League | F. C. Tokyo | Japón | 2020 |